# Борьба «трески» и «крючков»
Борьба «трески» и «крючков» (нидерл. Hoekse en Kabeljauwse twisten) — серия внутренних военных конфликтов в Голландии, продолжавшихся с 1350 года по 1490 год. 
Большая часть этих конфликтов происходила вокруг титула графа Голландии, однако некоторые полагают, что причины борьбы лежат в социально-экономических противоречиях между правящей аристократией и городской буржуазией. К фракции «трески» (нидерл. Kabeljauw) принадлежали представители наиболее развитых городов Голландии. «Треску» поддерживала городская буржуазия, а также часть дворянства, опиравшегося на сильную графскую власть. Во фракцию «крючка» (нидерл. Hoek) входила большая часть консервативного дворянства.

## Происхождение названия
Происхождение названия неясно, возможно происходит от герба Баварии, напоминающего косяк рыб.
Другим возможным объяснением является представление знати о буржуазии, как о треске, которая питается, растёт и размножается быстро и бесконтрольно. Дворяне же, в таком случае, в свою очередь, являются крючками для ловли рыбы.

## Маргарита Баварская и Вильгельм V
После смерти графа Голландии Вильгельма IV в 1345 году, графство унаследовала его сестра Маргарита. Будучи замужем за германо-римским императором Людвигом IV Баварским, она проживала в Баварии и назначила правителем Голландии своего второго сына Вильгельма, ставшего графом Вильгельмом V.
В 1350 году знать Голландии попросила Маргариту вернуться на родину и принять графский титул на себя. В ответ на это 23 мая 1350 года сторонники Вильгельма сформировали лигу «трески». 5 сентября была создана лига Крючка и вскоре началась гражданская война.
Король Англии Эдуард III, зять Маргариты (он был женат на её сестре Филиппе) пришёл к ней на помощь и победил в морском сражении при Веере в 1351 году. Впрочем, несколько недель спустя «крючки» и их английские союзники были разбиты сторонниками Вильгельма в битве при Влардингене, что вынудило Маргариту пойти на переговоры со своим сыном. Вскоре после этого Эдуард перестал помогать Маргарите и к 1354 году она потерпела поражение, а Вильгельм был признан графом Голландии и Зеландии. Два года спустя, 23 июня 1356 года Маргарита умерла.

## Якоба Баварская и Филипп Бургундский
После смерти Маргариты в 1356 году и вплоть до смерти графа Голландии Виллема VI в 1417 году борьба между партиями выражалась в основном в мелких стычках. Пользуясь раздорами между патрициатом городов и цехами, в целом ранее поддерживавших партию «трески», «крючкам» не раз удавалось привлечь на свою сторону цехи и плебс в Лейдене, Дордрехте, Харлеме, Аудеватере, Гауде и других городах.
Однако со смертью графа Виллема VI в 1417 вновь вспыхнул конфликт вокруг его наследия. На освободившийся титул претендовали дочь Виллема Якоба и его двоюродный брат Иоанн, епископ Льежа. Лига «трески» приняла сторону Иоанна, Крючки поддержали Якобу. После смерти Иоанна в 1425 году права Якобы на графство стал оспаривать герцог Бургундии Филипп Добрый.
В 1428 году, после трёхлетней борьбы, стороны пошли на компромисс: титул графини Голландии и Геннегау закреплялся за Якобой, однако её наместником, осуществлявшим правление в стране, назначался Филипп. Филипп также должен был наследовать графство после смерти Якобы, которая без разрешения Филиппа не могла выйти замуж. Это условие было нарушено в 1432 году, когда Якоба вышла замуж за Франка фон Борзелена. В 1433 году Якоба под давлением Филиппа была вынуждена отречься от графства в его пользу. Согласно Гаагскому договору, Голландия была присоединена к бургундским землям.
Последней вспышкой борьбы «трески» и «крючков» стало восстание в 1491 году кеннемеров, крестьянского населения Кеннемерланда в 1491 году (так называемая война «хлеба» и «сыра»). Вместе с крестьянами были разгромлены и примкнувшие к ним отряды «крючков», а также оказавшие им поддержку города Хорн, Харлем, Эдам, Энкхёйзен, Медемблик и Моникендам.